# Peypin
 Peypin  es una comuna y población de Francia, en la región de Provenza-Alpes-Costa Azul, departamento de Bocas del Ródano, en el distrito de Marsella y cantón de Roquevaire. Su gentilicio francés es Peypinois.
Su población en el censo de 1999 era de 4.956 habitantes. Forma parte de la aglomeración urbana de Marsella-Aix-en-Provence.
Está integrada en la Communauté d’agglomération Garlavan Huveaune - Sainte Baume .

## Personalidades ligadas a Peypin
- Félix Gouin, jefe de gobierno francés, nació en Peypin el 4 de octubre de 1884.